# بيتر وادابوا
بيتر وادابوا (بالإنجليزية: Peter Wadabwa)‏ (14 سبتمبر 1983 بلانتاير مالاوي - ) هو لاعب كرة قدم ملاوي، يلعب كلاعب وسط، شارك في كأس الأمم الأفريقية 2010.

## روابط خارجية
- بيتر وادابوا على موقع الاتحاد الدولي (مؤرشف)  (الإنجليزية)
- بيتر وادابوا على موقع قاعدة بيانات كرة القدم.إي يو (الإنجليزية)
- بيتر وادابوا على موقع ناشيونال فوتبول تيمز (الإنجليزية)